# Androsace hausmannii
Androsace hausmannii là một loài thực vật có hoa trong họ Anh thảo. Loài này được Leyb. mô tả khoa học đầu tiên năm 1852.